# Бельдерсай
Бельдерса́й (узб. Beldorsoy, Белдорсой) — горная река (сай) в Бостанлыкском районе Ташкентской области, правый приток реки Аксакатасай (один из двух крупнейших притоков вместе с Нурекатасаем).
В бассейне Бельдерсая проводятся соревнования по горнолыжному спорту, построен ряд спортивных объектов международного уровня.

## География
Длина реки равна 23 км, площадь бассейна — 77 км². Среднегодовой расход воды составляет 1 м³/с. Питание сая снеговое и дождевое, верховья начинаются от родников. Весной Бельдерсай полноводен, в русле иногда проходят сели.
Бельдерсай берёт начало на юго-западных склонах горы Большой Чимган, на высоте примерно 2250 м. Река имеет общее западное направление, однако русло образует множество изгибов. По течению Бельдерсая расположены небольшие населённые пункты Кызылора и Джурекбау. Напротив населённого Карамазар Бельдерсай впадает справа в Аксакатасай на высоте около 840 м.

## Притоки Бельдерсая
В Бельдерсай впадает 21 небольшой приток. Сравнительно крупным притоком является Бодамсай (слева).

## Туризм
Резко континентальный климат обеспечивает очень контрастные перепады дневных и ночных температур. В Бельдерсае есть трасса для лыжного слалома.
Горнолыжный курорт Бельдерсай находится в 5 км от Чимгана, на склонах горы Кумбель (2200 м), на возвышенности 1600 м. Бельдерсай известен наиболее длинной горнолыжной магистралью в Узбекистане, а также канатной дорогой, протяжённость более 3 км.